# Netnod
Netnod AB (tidigare Netnod Internet Exchange i Sverige AB) är ett dotterbolag till Stiftelsen för Telematikens utveckling (TU-stiftelsen) som bland annat har som syfte att driva de centrala knutpunkterna i Sveriges del av Internet på ett neutralt och självständigt sätt. I Sverige har bolaget sex knutpunkter: Göteborg, Malmö, Sundsvall, Luleå och två i Stockholm.
De första dagarna efter att Ipred-lagen trätt i kraft, meddelade media att enligt Netnods trafikgrafer hade internettrafiken minskat med 44 procent i bolagets knutpunkter. Netnod menade att bolaget självt inte dragit den slutsatsen, då svensk internettrafik även kan gå via andra knutpunkter.